# ENPPI Club
El Engineering for the Petrolium & Process Industries Club (en árabe نادي إنبي; en español: Club de Ingenieros por el Petróleo y Procesos Industriales), conocido simplemente como ENPPI Club, es un club de fútbol de Egipto, de la ciudad de El Cairo. Fue fundado en 1985 y juega en la Primera División de Egipto.

## Historia
Fue fundado en 1985 por la compañía petrolera ENPPI (Engineering for the Petrolium & Process Industries), convirtiéndose en el equipo del barrio de Nasr City (El Cairo).
En 2002 consiguió el ascenso a Primera división. Su mejor temporada fue la 2004-05, ya que conquistó el título de Copa y consiguió ser segundo en el campeonato de liga. Al año siguiente llega a la final de la Liga de Campeones Árabe, partido que perdió contra el Raja Casablanca marroquí (1-0).

## Uniforme
- Uniforme titular: Camiseta azul con mangas negras, pantalón azul y medias blancas.
- Uniforme alternativo: Camiseta y pantalón blanco, medias azules.

## Palmarés
Torneos Nacionales (2)
| Competición nacional | Títulos     | Subcampeonatos |
| -------------------- | ----------- | -------------- |
| Copa de Egipto (2/4) | 2005, 2011. | 2008, 2009.    |

## Participación en competiciones internacionales

### CAF
| Temporada | Torneo                       | Ronda          | Club                 | Casa | Visita | Global      |
| --------- | ---------------------------- | -------------- | -------------------- | ---- | ------ | ----------- |
| 2006      | Liga de Campeones de la CAF  | Preliminar     | Saint-George SA      | 0-0  | 0-1    | 0-1         |
| 2007      | Copa Confederación de la CAF | 1              | ASO Chlef            | 0-1  | 0-0    | 0-1         |
| 2009      | Copa Confederación de la CAF | 1              | CAPS United          | 2-1  | 0-0    | 2-1         |
| 2009      | Copa Confederación de la CAF | 2              | Red Arrows FC        | 4-0  | 0-3    | 4-3         |
| 2009      | Copa Confederación de la CAF | 3              | ASEC Mimosas         | 0-0  | 2-2    | 2-2 (a)     |
| 2009      | Copa Confederación de la CAF | Fase de grupos | ES Sétif             | 3-4  | 3-1    | 2.º lugar   |
| 2009      | Copa Confederación de la CAF | Fase de grupos | Santos               | 4-0  | 0-1    | 2.º lugar   |
| 2009      | Copa Confederación de la CAF | Fase de grupos | AS Vita Club         | 3-1  | 0-3    | 2.º lugar   |
| 2009      | Copa Confederación de la CAF | Semifinales    | Stade Malien         | 2-2  | 2-4    | 4-6         |
| 2012      | Copa Confederación de la CAF | 1              | LLB Académic         | 4-1  | 1-1    | 5-2         |
| 2012      | Copa Confederación de la CAF | 2              | COB                  | 3-1  | 0-3    | 3-4         |
| 2013      | Copa Confederación de la CAF | 1              | Gor Mahia FC         | 3-0  | 0-0    | 3-0         |
| 2013      | Copa Confederación de la CAF | 2              | Supersport United FC | 0-0  | 3-1    | 3-1         |
| 2013      | Copa Confederación de la CAF | 3              | Saint-George SA      | 3-1  | 0-2    | 3-3 (a)     |
| 2016      | Copa Confederación de la CAF | 1              | Africa Sports        | 4-1  | 2-0    | 6-1         |
| 2016      | Copa Confederación de la CAF | 2              | CF Mounana           | 2-0  | 0-2    | 2-2 (4-5 p) |

### Otros torneos
| Temporada | Torneo                  | Ronda            | Club             | Casa | Visita | Global |
| --------- | ----------------------- | ---------------- | ---------------- | ---- | ------ | ------ |
| 2005/06   | Liga de Campeones Árabe | 1                | Al Nejmeh Beirut | 4-3  | 1-0    | 5-3    |
| 2005/06   | Liga de Campeones Árabe | 2                | Club Africain    | 2-0  | 0-0    | 2-0    |
| 2005/06   | Liga de Campeones Árabe | Cuartos de final | MC Alger         | 1-2  | 3-1    | 4-3    |
| 2005/06   | Liga de Campeones Árabe | Semifinales      | Al Wihdat Club   | 2-0  | 0-1    | 2-1    |
| 2005/06   | Liga de Campeones Árabe | Final            | Raja Casablanca  | 1-2  | 0-1    | 1-3    |

## Jugadores

#### Plantilla: 2024-25
- Actualizado al 1 de noviembre de 2024[1]

### Jugadores destacados
- Jonathan Cantillana
- Ahmed Elmohamady
- Samir Sabry
- Amr Zaki

## Entrenadores
- Koshari (Septiembre de 2022-Diciembre de 2022)
- Hany Abdallah (Interino)
- Talaat Youssef (Diciembre de 2022-Febrero de 2023)
- Tamer Mostafa (Febrero de 2023-Febrero de 2024)
- Sayed Yassin (Febrero de 2024-)